# Kamienica przy ulicy Stolarskiej 7 w Krakowie
Kamienica przy ulicy Stolarskiej 7 – zabytkowa kamienica znajdująca się w Krakowie, w dzielnicy I przy ulicy Stolarskiej, na Starym Mieście.

## Historia
W średniowieczu w miejscu obecnej kamienicy wzniesiono trzy gotyckie domy. W XVIII wieku zostały one zakupione przez rodzinę Badenich i przebudowane w jeden pałac miejski w stylu empire. Na przełomie XVIII i XIX wieku budynek zakupił Felicjan Ludwik Morsztyn, na którego zlecenie został on przebudowany według projektu Szczepana Humberta. Kamienica częściowo spłonęła podczas wielkiego pożaru Krakowa w 1850. Zniszczeniu uległa większość zbiorów biblioteki Morsztynów, zawierającej m.in. inkunabuły z XV wieku, druki z XVI wieku, rękopisy z okresu od XVI do XIX wieku oraz diariusze sejmowe z XVIII wieku. W 1945 budynek został znacjonalizowany. Od początku lat 50. XX wieku do 1976 mieścił się w nim Dom Sportu. W latach 1976–1982 kamienica została gruntownie odnowiona. Podczas prac renowacyjnych odkryto trzy gotyckie portale w piwnicach budynku oraz dziedziniec i portal z XVII wieku. Od 1992 jest ona siedzibą konsulatu generalnego Niemiec.
12 maja 1966 kamienica została wpisana do rejestru zabytków. Znajduje się także w gminnej ewidencji zabytków.